# Leptanthura kapala
Leptanthura kapala is een pissebed uit de familie Leptanthuridae. De wetenschappelijke naam van de soort is voor het eerst geldig gepubliceerd in 1978 door Poore.